# Apolonio de Alejandría
No debe ser confundido con Claudio Apolinar, otro apologista coetáneo, ni con Apolonio de Roma
Apolonio de Alejandría (Alejandría, s. II - Roma, ca. 186) fue un mártir cristiano de siglo II y apologista romano. Es venerado como santo por la Iglesia Católica y su fiesta se celebra el 10 de abril.

## Hagiografía
Apolonio nació en Alejandría, ciudad bajo la dominación romana, en algún momento del siglo II. Era un senador romano y filósofo de prestigio

### Contexto
El emperador Marco Aurelio había suavizado la persecución de los cristianos durante su gobierno y fue reemplazado a su muerte por Cómodo, que fue un notorio perseguidor de la nueva religión, aunque posteriormente relajó su postura. 
Apolonio se convirtió al cristianismo durante los últimos años de Marco Aurelio, y poco tiempo después, sobre el 186, uno de sus esclavos, un hombre llamado Severus, lo acusó formalmente por ser cristiano ante las autoridades romanas (y de negar, claro está, el culto a la figura del Emperador).

### Martirio
Severus fue ejecutado bajo la ley de Aurelio, según la cual cualquiera que acusara a otro de ser cristiano debía ser ajusticiado. No obstante, el cristianismo era todavía ilegal, y Apolonio fue arrestado. Cómodo remitió su caso al Senado romano, donde Apolonio compuso un elocuente discurso a los senadores, diciendo:

«...si fuera un engaño (como vosotros afirmáis) el que nos dice que el alma es inmortal, y que tras la muerte hay un juicio y un premio en la resurrección para los virtuosos, y que Dios es el Juez, gustosamente nos dejaríamos llevar por una mentira como esta, que nos ha enseñado a llevar una vida bondadosa esperando el futuro mientras sobrellevamos las adversidades.»

Su apelación fue en vano y Apolonio fue decapitado.
Onomástico y Culto público
Su fiesta es celebrada en la Iglesia católica, el 10 de abril.